# Stourbridge
Pour la circonscription électorale, voir Stourbridge (circonscription britannique).
Stourbridge est une ville des Midlands de l'Ouest, en Angleterre. Traversée par la Stour, c'est un haut lieu de l'industrie du verre britannique durant la révolution industrielle.
Administrativement, elle relève du district métropolitain de Dudley. Au recensement de 2011, elle comptait 63 298 habitants.
Le botaniste William Pearsall (1891-1964) est né à Stourbridge.
Le joueur de football Jude Bellingham est né à Stourbridge en 2003.